# San Tomè (Forlì)
San Tomè è una frazione del comune di Forlì che sorge a 5,5 km dal centro della città, con circa 700 abitanti.
La frazione, che si sviluppa attorno alla piccola chiesa, porta un nome che deriva dalla trasformazione dialettale del nome dell'apostolo San Tommaso. La dicitura San Tomè risulta così scritta già a partire dai codici latini e italiani fino dal Cinquecento.
La prima attestazione storica di questa azione risale al 1371 nella Descriptio Romandiolae del cardinale Anglico de Grimoard che la nomina villa San Thomè.
Nel 1863 viene costruita una strada che attraversa le frazioni limitrofe di San Tomè, ovvero Roncadello e Branzolino, congiungendo Roncadello con Villafranca.
Durante la Seconda guerra mondiale è stata oggetto di un'esecuzione nazista, avvenuta per rappresaglia in seguito all'uccisione di un soldato tedesco, che prende il nome di eccidio di San Tomè.

## Luoghi di interesse

### Chiesa di San Tommaso
Non si conoscono esattamente le origini della chiesa ma si sa che nel 1885 è stata fatta restaurare da don Achille Borghetti. La chiesa presenta una struttura semplice con timpano ed elementi geometrici all'esterno. All'interno sono presenti quattro altari. Il campanile è adiacente alla zona absidale.

### Monumento ai caduti

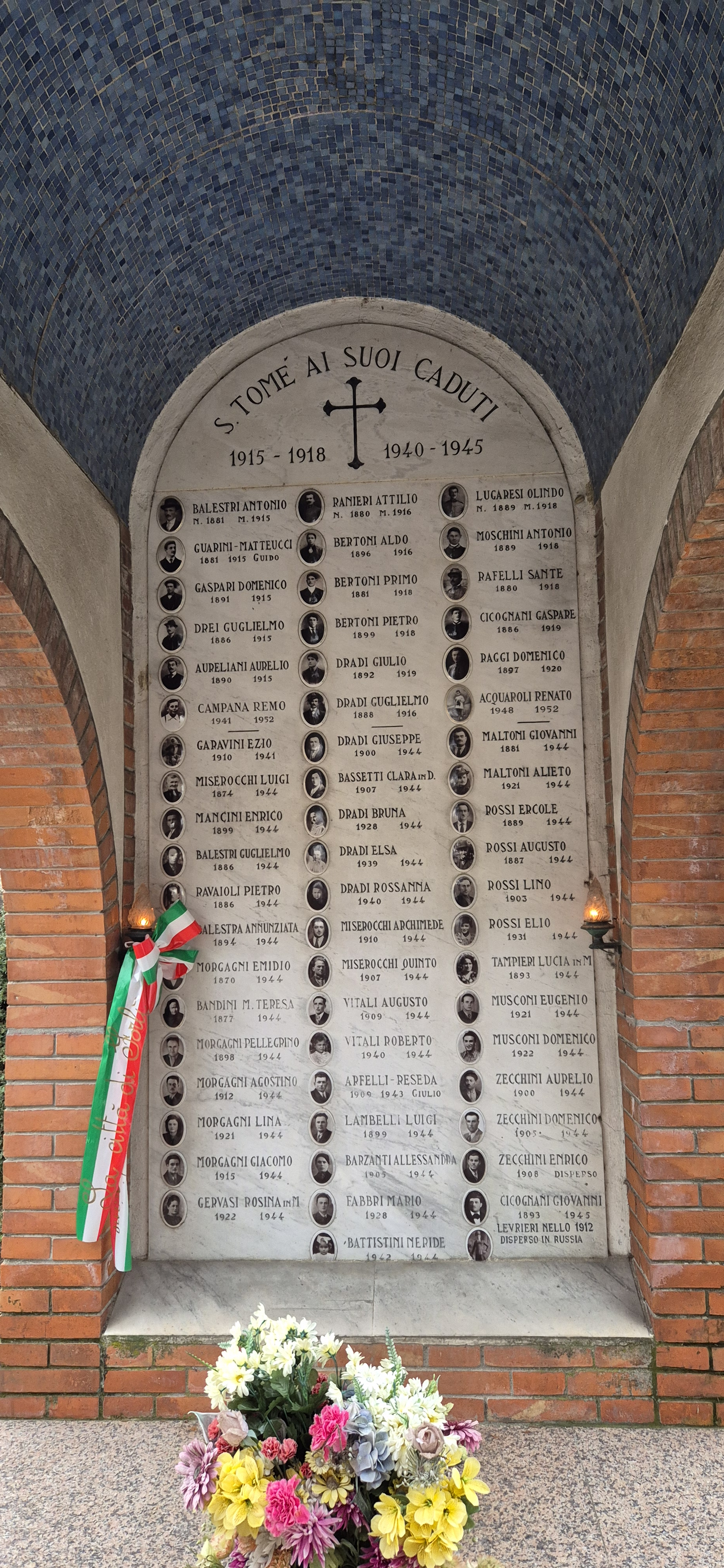
San Tomè, Forlì, Monumento ai caduti delle due guerre

Vicino alla chiesa, come in molte altre frazioni della zona, Branzolino, Villafranca, San Martino in Villafranca, Malmissole, è stato posto un monumento ai caduti delle due guerre. Questo di San Tomè si presenta come un tempietto voltato a botte con un mosaico azzurro. Sul fondo si trova una lapide con le fotografie dei caduti, sia soldati che civili.

### Villa Guarini Matteucci

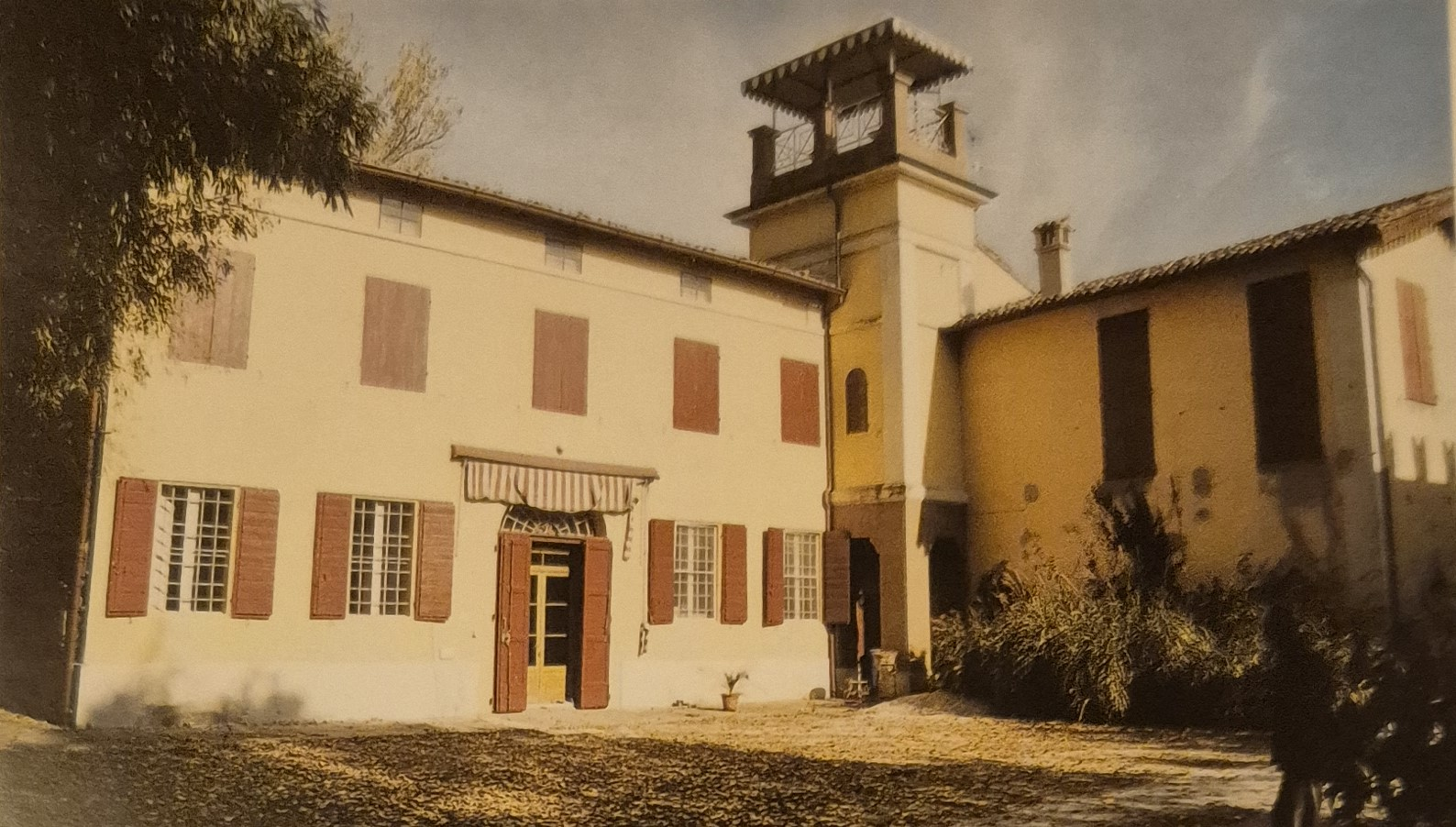
Villa Guarini-Matteucci a San Tomè

La villa potrebbe avere origini anche quattrocentesche, in particolare la parte centrale pare essere la più antica, ma cambiamenti sostanziali sono stati apportati in particolare nel Settecento e poi a inizio Novecento. 

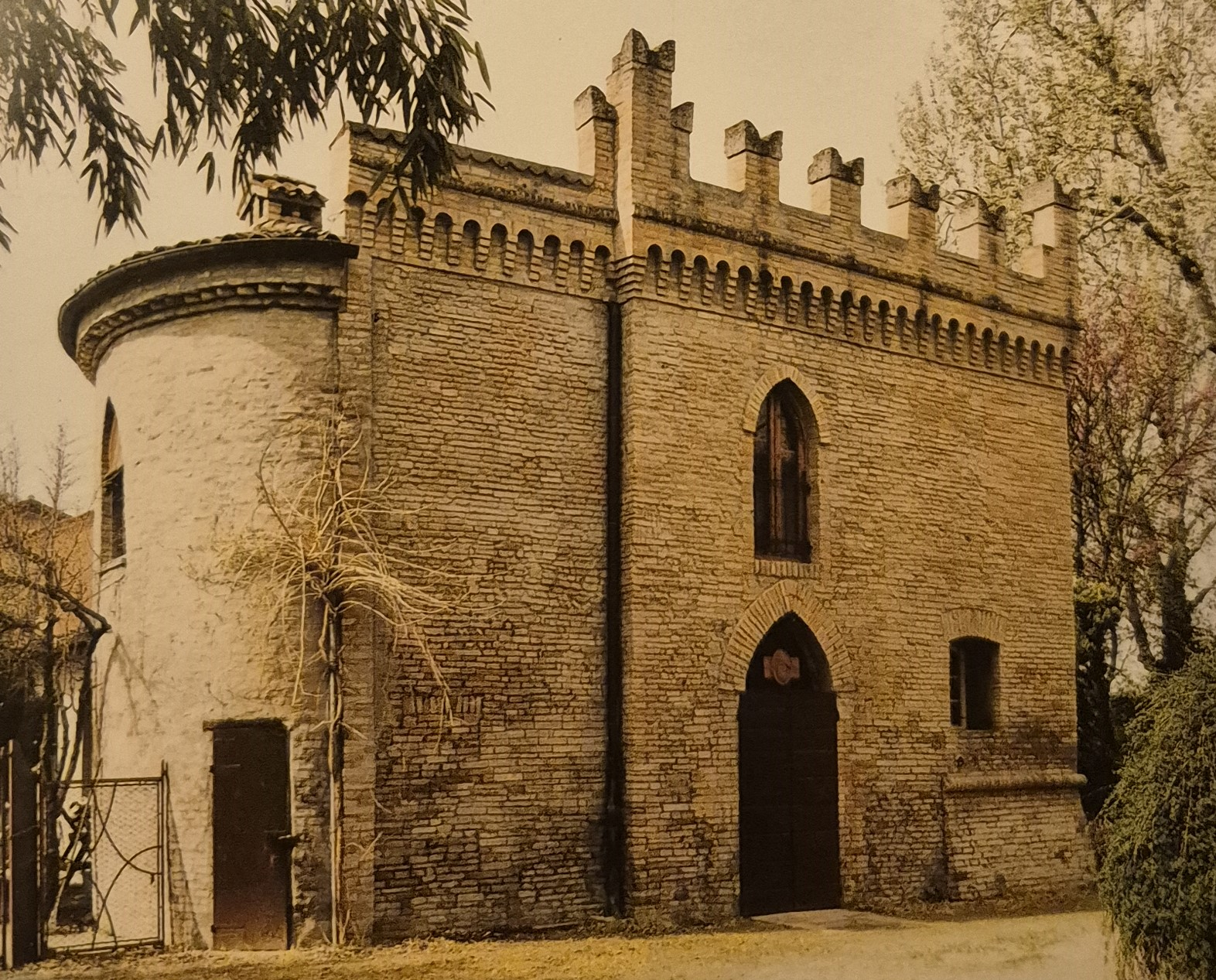
Edificio associato alla Villa Guarini-Matteucci a San Tomè (Forlì)

Associato alla villa si ha un edificio che si presenta con una forma neogotica con caratteristica merlatura a coronamento e archi a sesto acuto. Nella curvatura del muro Umberto Foschi ipotizza possa vedersi un residuo di un antico muro absidale di un oratorio che si sapeva associato alla villa, ma di cui non restano altre evidenze. 
La villa è di proprietà dei conti Guarini Matteucci e attualmente è al centro di una produzione vinicola.

### Ex scuola elementare
La scuola elementare si trovava in via Barona 7, l'edificio ora è occupato da un circolo. Nel 1866, un censimento rivela che su 417 abitanti solo dieci maschi e una femmina sanno leggere, mentre solo i dieci maschi sanno anche scrivere, così nel 1878 viene costruita la scuola elementare a cui nel 1920 si associa una biblioteca scolastica, dedicata a Giovanni Pascoli. L'8 giugno 1929 vengono poste varie targhe nei gruppi rurali scolastici alla presenza dei Direttori Didattici e anche in quella di San Tomè si pone la targa con la dedicazione della scuola a Giulio e Guglielmo Dradi, caduti di San Tomè durante la Grande Guerra. Nonostante il cambio di destinazione, la lapide è ancora visibile sulla facciata dell'edificio.

### Campo di lavanda
Nella frazione è sorto nel un esperimento messo in atto da una azienda produttrice di miele, ovvero la creazione di un campo di lavanda. Il campo, a libero accesso, è diventato sede di eventi spontanei o anche organizzati, come concerti, yoga, e semplici passeggiate.

## Economia
Si ha la produzione di legname, di vino e di noci. Nella zona esiste un centro di addestramento cinofilo ASI chiamato L'Oasi di San Tomè.